# 瑟曼山
瑟曼山（英語：Mount Thurman），是南極洲的山峰，位於杜費克海岸，處於羅斯冰架邊緣，屬於布拉沃山的一部分，海拔高度780米，由美國南極名稱諮詢委員命名，現時由南極條約體系管理。